# Friedrich Hofmann (écrivain)
Ne doit pas être confondu avec Friedrich Hofmann (homme politique).
Pour les articles homonymes, voir Hofmann.
Friedrich Hofmann (né le 18 avril 1813 à Cobourg et mort le 14 août 1888 à Ilmenau) est un écrivain saxon.

## Biographie

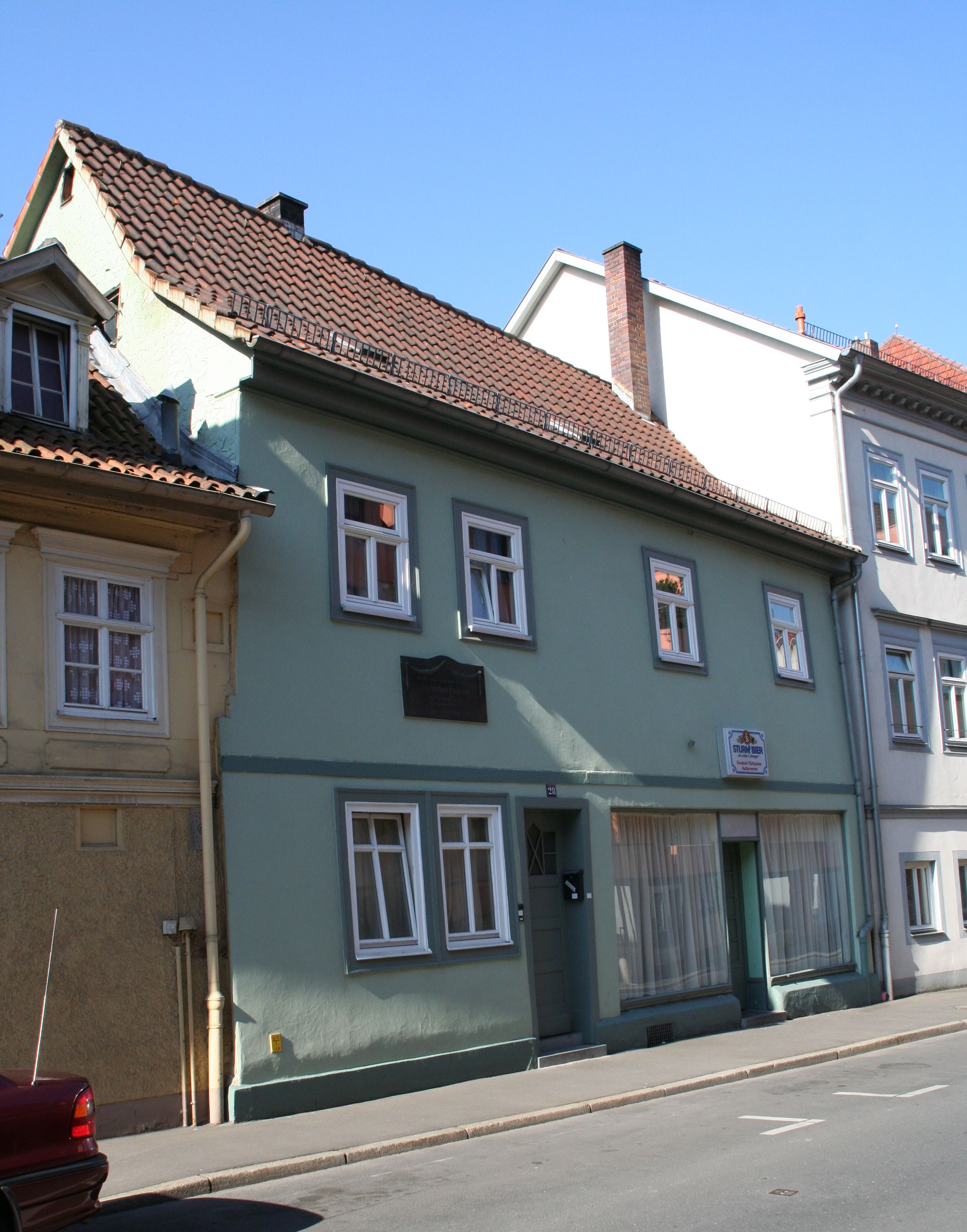
Lieu de naissance à Cobourg

Friedrich Hofmann est né dans la maison de Leopoldstrasse 28 à Cobourg. Sa mère décède en 1827 et son père, Johann Friedrich Hofmann, musicien à la cour ducale, décède en 1830. De 1828 à 1834, Friedrich Hofmann étudie au lycée Casimirianum de Cobourg (de). De 1834 à 1840, il étudie la littérature et l'histoire à Iéna, où il rejoint la Burschenschaft Arminia auf dem Burgkeller.
En 1841, il s'installe à Hildburghausen, où il travaille à la rédaction de Meyers Konversationslexikon. En 1855, il travaille brièvement à Venise. En 1858, il s'installe à Leipzig pour continuer à travailler sur le lexique et contribue à des revues scientifiques populaires telles que Die Glocke et Panorama des Wissens und der Gewerbe. Hofmann se marie avec Bertha Barbera Fink à Rodach en 1860. À partir de 1861, il travaille comme rédacteur, entre 1883 et 1886 comme rédacteur en chef, au magazine familial Die Gartenlaube. Il siège également siégé à la table du crime (de) de Leipzig, comme en a témoigné par exemple August Bebel. Il est membre de l'Association Gabelbach d'Ilmenau et citoyen d'honneur de Cobourg. Hofmann décède le 14 août 1888 à Ilmenau. Aujourd'hui, une rue d'Ilmenau porte son nom.

## Services
Friedrich Hofmann collabore au Meyers Konversations-Lexikon. Il est également actif dans des causes caritatives pendant 25 ans, il publie des anthologies annuelles de contributions de poètes vivants intitulées Weihnachtsbaum für arme Kinder, qui sont envoyées en cadeau à diverses villes et villages afin de bénéficier du produit de leur revente au profit des enfants. Friedrich Rückert figure parmi les contributeurs de ces recueils.

## Monuments et plaques

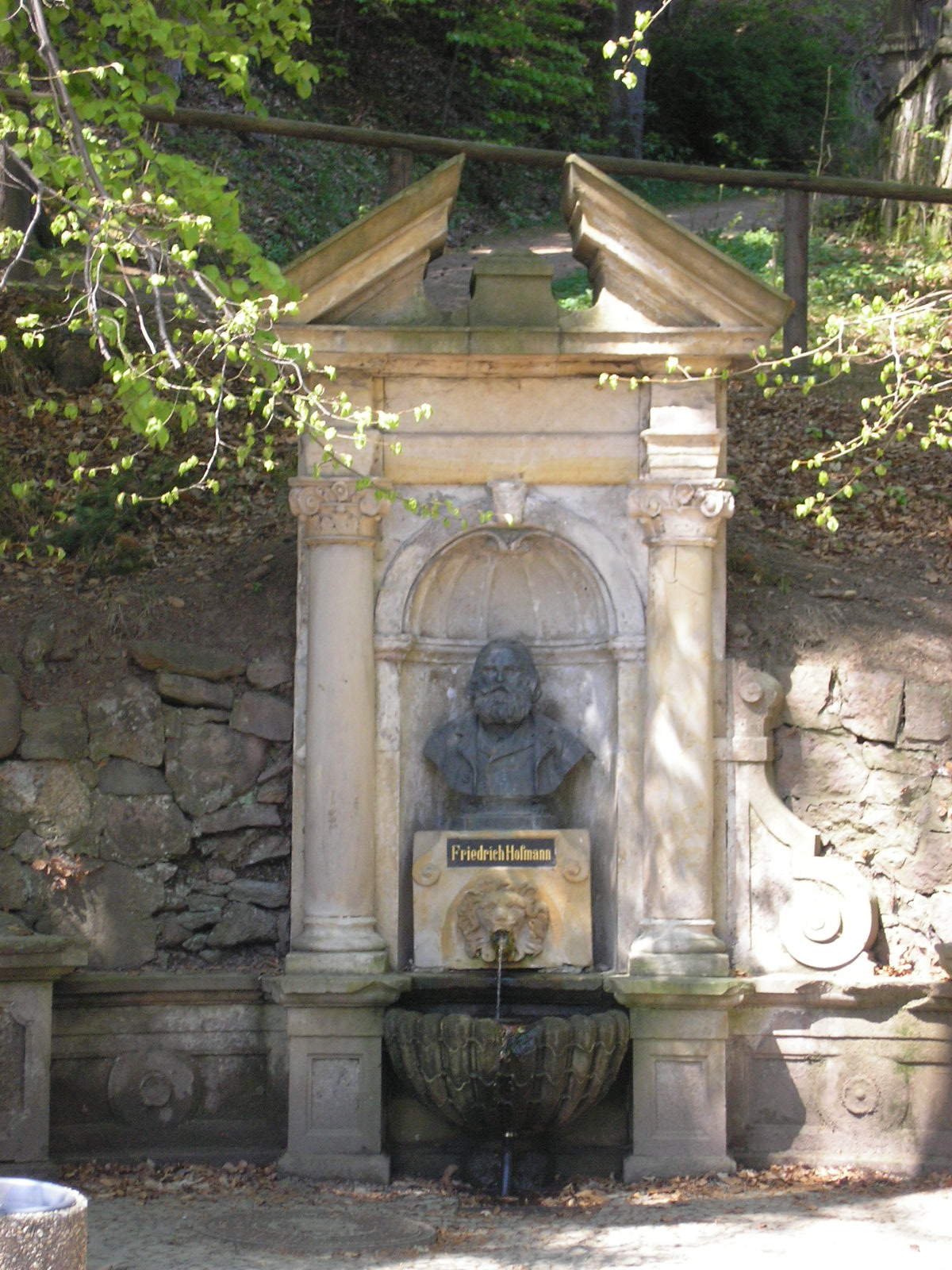
Monument en l'honneur d'Hofmann à Ilmenau
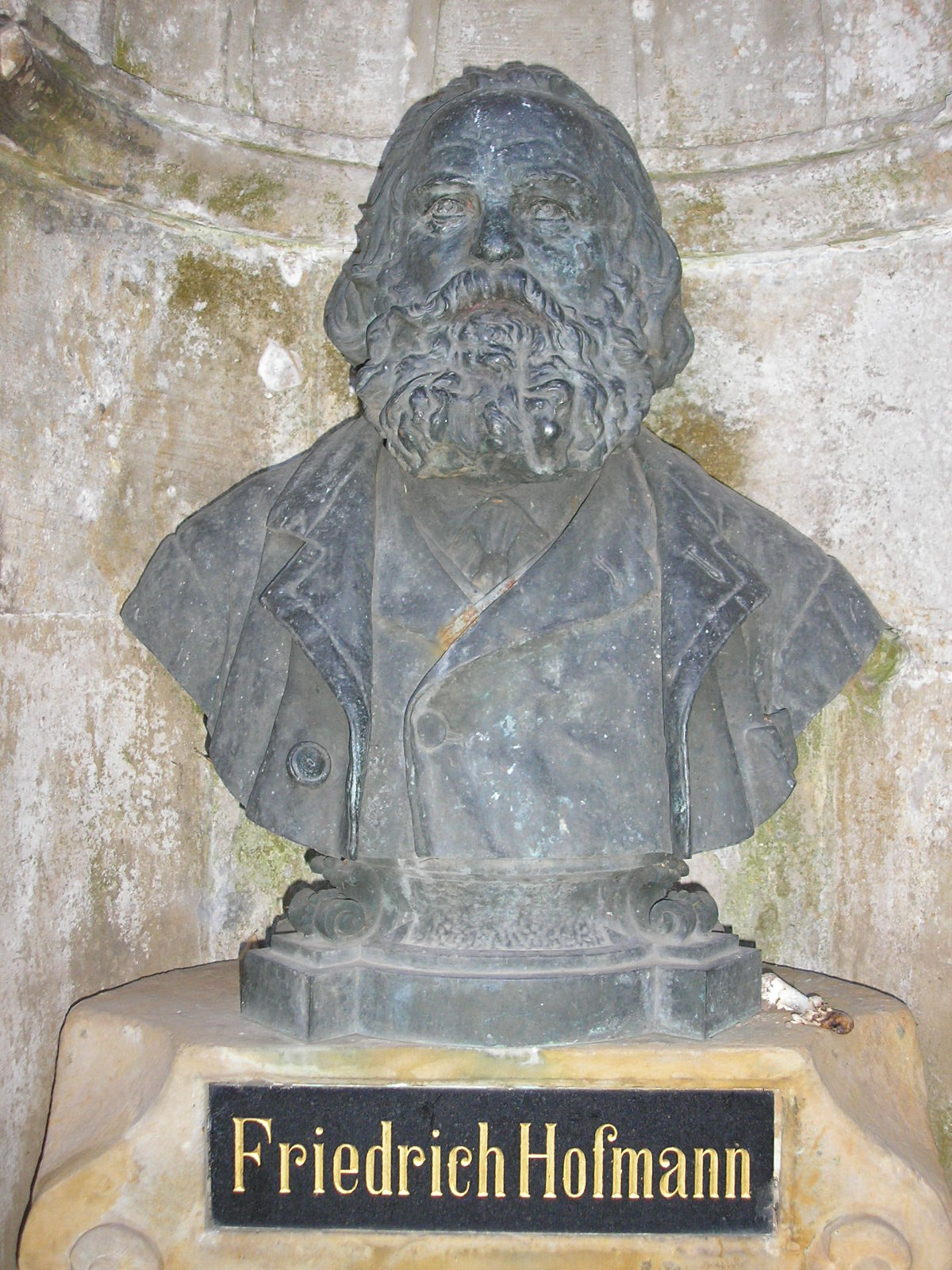
Vue détaillée : buste dans le monument
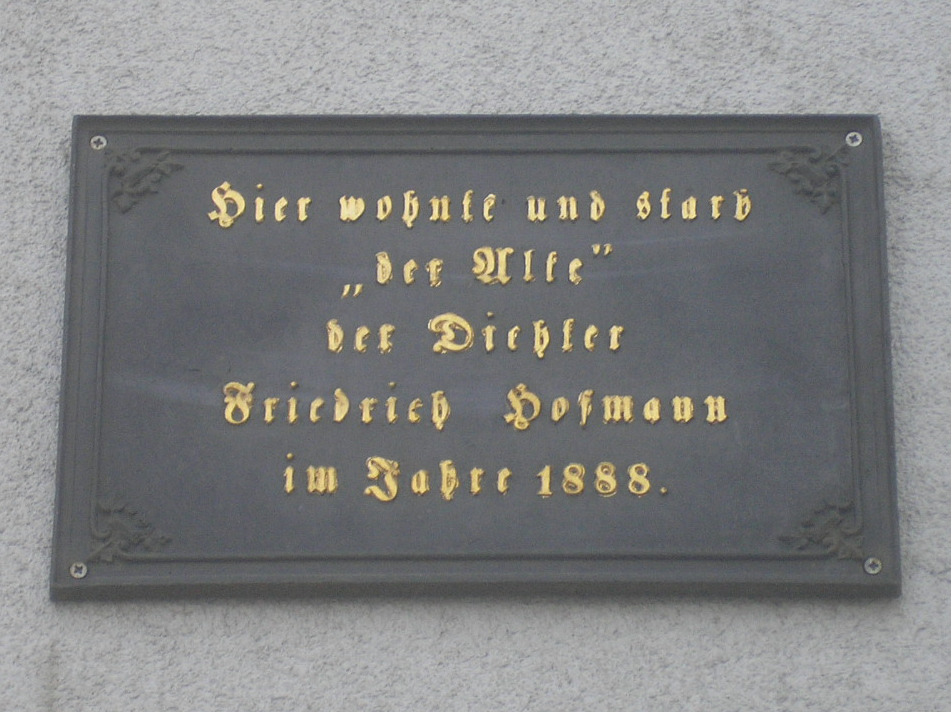
Plaque commémorative sur son ancienne maison à Ilmenau
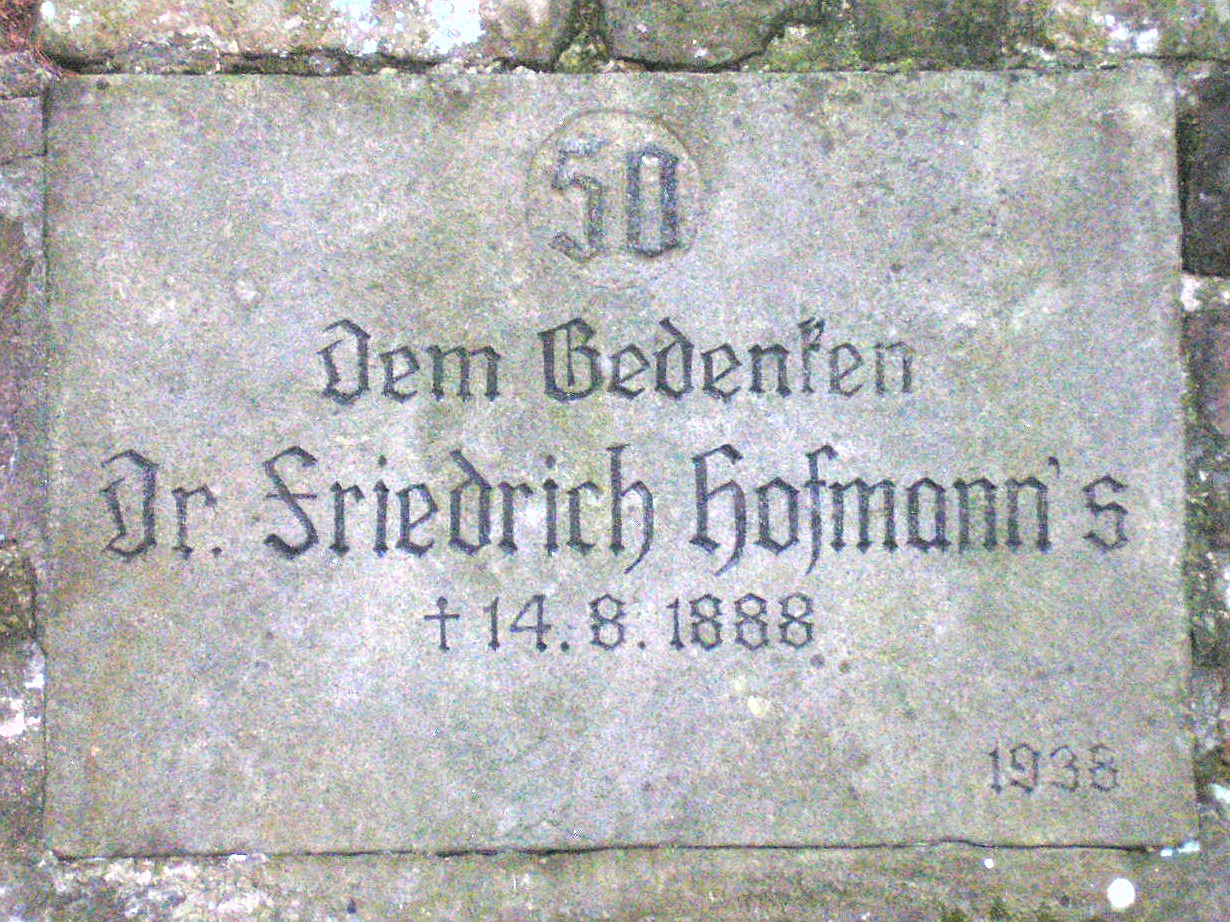
Plaque commémorative à l'occasion du 50e anniversaire de sa mort à la Prellerpromenade (Ilmenau)

## Œuvres
- Die Schlacht bei Foksan (Schauspiel; Jena, 1838)
- Die Feste Koburg (Dichtung; Hildburghausen, 1854)
- Das Koborgher Quackbrünnla (Hildburghausen, 1857)
- Der Kinder Wundergarten (Märchensammlung; Leipzig, 1874)
- Deutschlands Erniedrigung und Erhebung (Dichtung mit Gesängen; Coburg, 1863)
- Die Harfe im Sturm (Leipzig, 1872)
- Drei Kämpfer (Festspiel; Leipzig, 1873)
- Die Eselsjagd, ein fröhliches Heldengedicht (Dichtung; Leipzig, 1874)
- Dichterweihe (Schauspiel; Leipzig, 1875)
- Geisterspuk auf der Feste Koburg (Leipzig, 1876)
- Die Kinderfeste (4 Hefte; Schleusingen 1853–1875)

Textes d'opéra (livrets)
- Le joueur de flûte de Hamelin (1877)
- Le chasseur sauvage (1882)